# Vaishali (Distrikt)
Der Distrikt Vaishali (Hindi वैशाली जिला, Urdu ضلع ویشالی) ist ein Distrikt im indischen Bundesstaat Bihar. Sitz der Verwaltung ist die Stadt Hajipur.

## Geographie
Der Distrikt liegt nordöstlich der Bundesstaatshauptstadt Patna und gehört zu Ganges-Schwemmebene. Die südliche Begrenzung wird vom Ganges und die westliche wird vom Fluss Gandak (Kali Gandaki) gebildet. Das Ortsklima entspricht einem Monsunklima. Mehr als 90 Prozent des Jahresniederschlags von etwa 1014 mm fallen während der Zeit des Südwestmonsuns zwischen der dritten Juniwoche und der zweiten Oktoberwoche.

## Geschichte

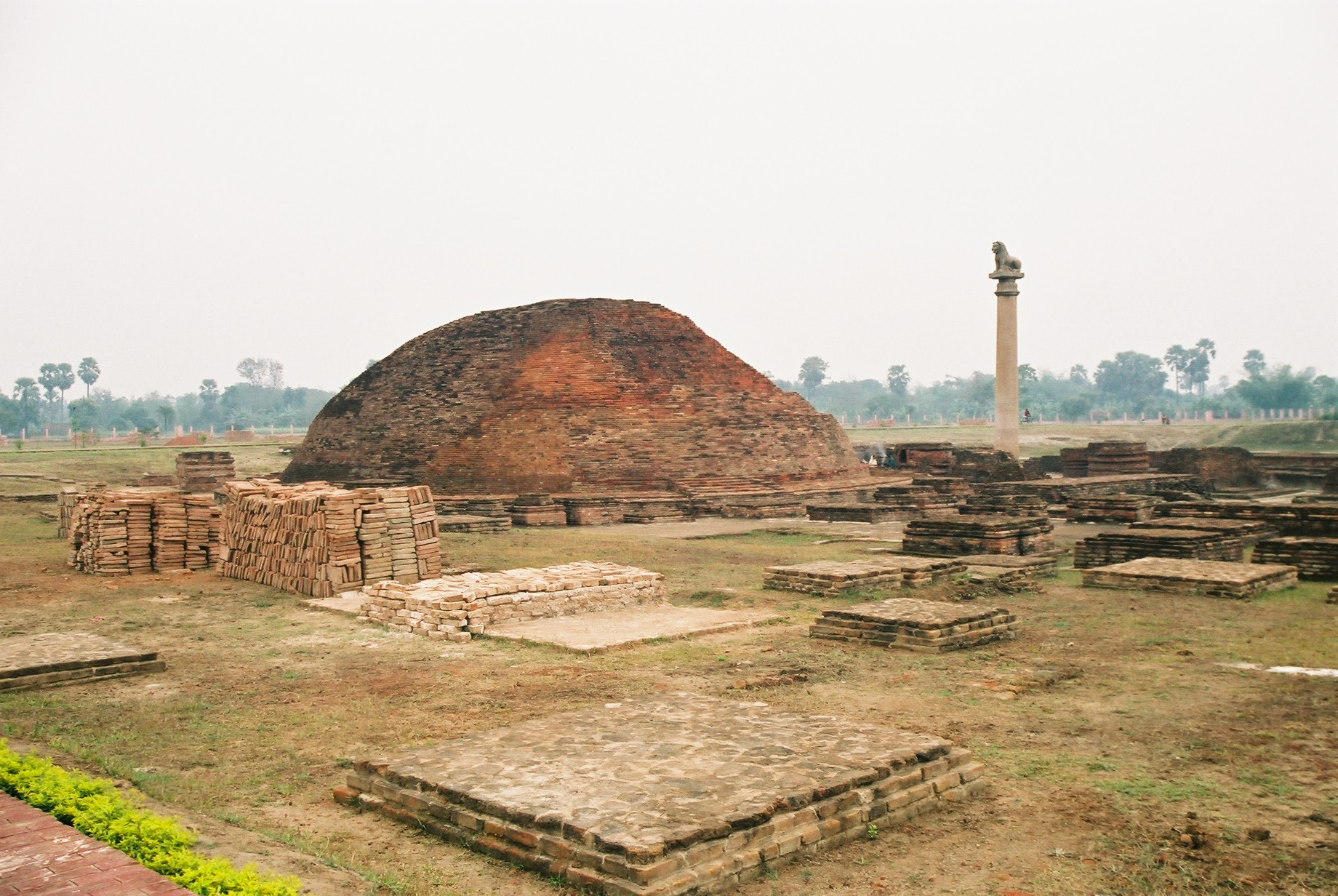
Ruinenstätte von Kolhua mit Ananda-Stupa und einem von Ashoka errichteten Löwenkapitell (, nördlich im angrenzenden Distrikt Muzaffarpur gelegen)

Das Gebiet des Distrikts war bis zum 2. Oktober 1972, als es ein eigener Distrikt wurde, ein Teil des Distrikts Muzaffarpur. Der neue Distrikt erhielt den Namen Vaishali, nach der Hauptstadt des antiken Vaji (oder Vrji), eines der 16 Mahajanapadas im sechsten bis vierten Jahrhundert v. Chr. Der Name leitet sich von einem mythischen König Vishal aus dem Mahabharata ab. Das antike Vaishali wurde durch den britischen Archäologen Alexander Cunningham im Jahr 1861 nahe dem heutigen Dorf Basarh im heutigen Distrikt Vaishali lokalisiert. Cunningham bezog sich dabei insbesondere auf Berichte des chinesischen Pilgermönchs Xuanzang, der hier im 7. Jahrhundert n. Chr. eine Palastanlage von etwa 3500 bis 4400 Fuß (1070–1340 m) Umfang vorgefunden hatte. Fast 800 Jahre später erwähnte auch Abu 'l-Fazl die Ruinen in seiner Beschreibung des Mogulreichs Āʾīn-i Akbarī.
Der Ort Vaishali ist eine bedeutende buddhistische Stätte. Der Buddha soll sie dreimal besucht und hier eine längere Zeit verbracht haben. Hier soll er seinen Eintritt in das Nirwana angekündigt haben. Auch für den Jainismus ist die Stätte heilig, da Mahavira hier geboren sein soll.
Nach dem britischen Sieg über die Armee des Mogulreichs in der Schlacht bei Buxar 1764 kam das ganze heutige Bihar unter die Oberhoheit der Britischen Ostindien-Kompanie. Zunächst wurde der Distrikt Tirhut eingerichtet, von dem im Jahr 1875 der Distrikt Muzaffarpur abgespalten wurde. Nach der Unabhängigkeit Indiens 1947 kam dieser zum Bundesstaat Bihar.

## Bevölkerung
Die Einwohnerzahl lag bei der Volkszählung 2011 bei 3.495.021. Die Bevölkerungswachstumsrate im Zeitraum von 2001 bis 2011 betrug 28,57 % und lag damit sehr hoch. Vaishali hatte ein Geschlechterverhältnis von 895 Frauen pro 1000 Männer und damit den in Indien häufigen Männerüberschuss. Der Distrikt hatte eine Alphabetisierungsrate von 66,60 % im Jahr 2011, eine Steigerung um knapp 16 Prozentpunkte gegenüber dem Jahr 2001. Die Lesefähigkeit lag damit aber noch unter dem nationalen Durchschnitt. 90 % der Bevölkerung waren Hindus und knapp 10 % Muslime. Im Distrikt ist die Sprache Bhojpuri verbreitet.
Lediglich 9,7 % der Bevölkerung lebten in Städten. Die größte Stadt war Hajipur mit 147.688 Einwohnern.

## Wirtschaft
Die Landwirtschaft ist der dominierende Wirtschaftszweig. Nach der Agrarstatistik 2008/09 waren die hauptsächlich angebauten Kharif-Feldfrüchte Reis (62.300 ha), Mais (17.700 ha) und Kichererbsen (3.500 ha). Die hauptsächlichen Rabi-Feldfrüchte waren Weizen (49.900 ha) und Mais (13.700 ha). An Obstsorten wurden vorwiegend Mangos (8.100 ha), Litschis (3.500 ha) und Bananen (2.800 ha) kultiviert.
Mit einem Pro-Kopf-Bruttoinlandsprodukt (BIP) von 12.490 ₹ im Jahr 2011/12 lag der Distrikt auf Platz 9 der Distrikte Bihars und etwas unterhalb des Mittelwerts des Bundesstaats (14.574 ₹).